# Slavica Šuka
Slavica Šuka, coniugata Delibašić (in serbo Славица Шука-Делибашић?; Zenica, 6 agosto 1959), è un'ex cestista jugoslava.
È stata la moglie di Mirza Delibašić.

## Carriera
Con la Jugoslavia ha disputato i Giochi olimpici di Los Angeles 1984, i Campionati mondiali del 1983 e i Campionati europei del 1983.